# Mimaropa
Mimaropa, även skrivet MIMAROPA, är en region i Filippinerna som är flera öar söder och sydväst om huvudön Luzon. Befolkningen uppgick till 2 744 671 invånare vid folkräkningen 2010,  på en yta av 27 456 km². Namnet är en akronym bildad av namnen på regionens provinser:  Occidental Mindoro, Oriental Mindoro, Marinduque, Romblon, Palawan. Administrativ huvudort är Calapan.
Det fanns ett beslut från våren 2005 att provinsen Palawan inte längre skulle tillhöra regionen utan föras över till Västra Visayas. Detta lades dock på is enligt ett beslut från augusti samma år, och provinsen tillhör fortfarande regionen. 
Regionen bildades 2002 genom att regionen Södra Tagalog delades upp i Calabarzon och Mimaropa. Regionen består totalt av 71 kommuner och 2 städer.